# Skepparbrev för inrikes fart
Skepparbrev för inrikes fart innebär i Finland rätt att vara befälhavare på lastfartyg i inrikes fart med bruttodräktighet på under 500 eller passagerarfartyg i inrikesfart i fartområde I och II, det vill säga i skyddade vatten och inre och yttre skärgård, med bruttodräktighet på under 300. Med tolv månaders sjötjänst som befälhavare eller styrman ger skepparbrevet rätt att vara befälhavare också på passagerarfartyg med dräktighet under 500 i alla fartområden i inrikes fart.
För att få skepparbrev krävs 18 års ålder, skepparutbildning för inrikes fart och sjötjänst under åtta månaders tid i däcksavdelningen, varav högst två månaders sjötjänst i maskinavdelningen. Skepparutbildning och fyra månaders sjötjänst ger behörighet för lastfartyg med dräktighet under 100 i inrikes fart. Skepparbrevet behöver normalt inte förnyas, utan är i kraft tills vidare.
Utbildningens omfattning är 10 studieveckor. Utöver navigation (4 studieveckor) ingår sjömanskap och ledarskap, sjöradiokunskap, sjötransportteknik, handlande i nödsituationer och maskinlära.